# Macrocarpaea dillonii
Macrocarpaea dillonii är en gentianaväxtart som beskrevs av Jason Randall Grant. Macrocarpaea dillonii ingår i släktet Macrocarpaea och familjen gentianaväxter. Inga underarter finns listade i Catalogue of Life.